# 丹尼尔·理查德·克里辛格
丹尼尔·克里斯辛格（Daniel R. Crissinger,1860年12月10日—1942年7月12日）出生于美国俄亥俄州马里恩县（Marion County），1923年5月1日被任命为联邦储备委员会第三任主席，于1927年9月15日辞职。

## 相关资料
1886年，克里斯辛格在俄亥俄州马里恩（Marion）从事法律工作。他担任过两个任期的检察官，并同时担任过三个任期的城市律师。在担任城市律师之后，他担任了Marion Steam Shovel Co.的总顾问长达22年。他作为监事在马里恩市国家银行工作，该银行后来成为国家城市银行和信托公司。
克里斯辛格在担任美联储主席之前曾担任货币主计长（Comptroller of the Currency）。尽管后来的一些主席专注于刺激经济增长，但他采用了更为传统的方法，即通过降低利率来提供信贷。
克里斯辛格于1942年去世。

## 更多閱讀
- Denslow, William R., and Harry S. Truman. 10,000 famous Freemasons. Trenton, Missouri: Missouri Lodge of Research, 1957
- Kane, Thomas P. The Romance and Tragedy of Banking. New York: The Bankers Publishing Co, 1923.
- Meltzer, Allan H. . Chicago: 芝加哥大學出版社. 2003: 156–224. ISBN 978-0226520001.

## 外部鏈接
- Statements and Speeches of Daniel R. Crissinger（页面存档备份，存于）